# Étiquette-énergie
Pour les articles homonymes, voir Étiquette.
L'Étiquette-énergie ne doit pas être confondue avec le diagnostic de performance énergétique des bâtiments, appliqué en France, ni avec le certificat de Performance énergétique des bâtiments, applicable en Belgique.

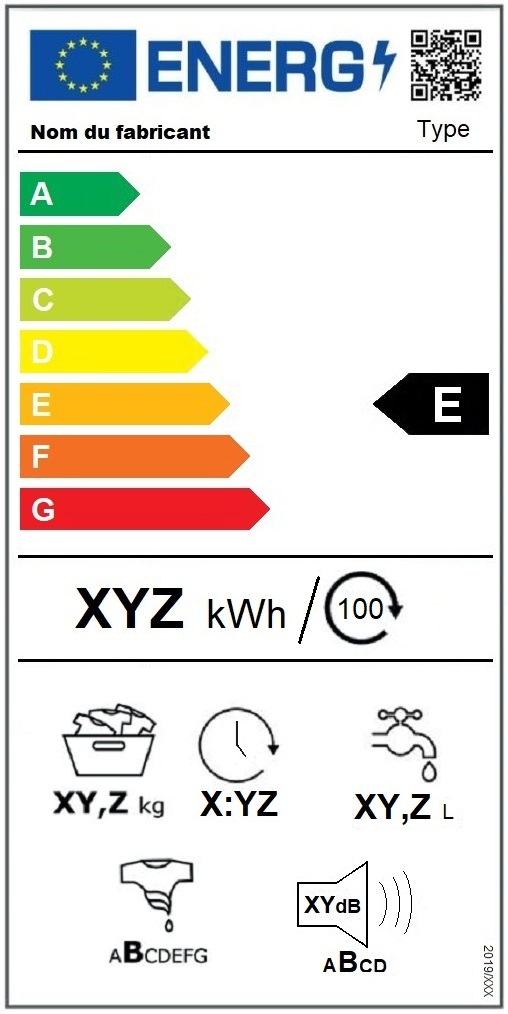
Nouvelle étiquette lave-linge.

L'étiquette-énergie est une fiche destinée au consommateur qui résume les caractéristiques d'un produit, en particulier ses performances énergétiques, afin de faciliter le choix entre différents modèles.
L'efficacité énergétique de l'appareil est évaluée en termes de classes d'efficacité énergétique notées de A à G. La classe A est celle au rendement optimal, G la moins efficace.
Introduit en 1992 pour la plupart des appareils électroménagers, le principe a depuis été étendu à d'autres domaines comme l'automobile et l'immobilier pour permettre au consommateur de comparer plus facilement les performances environnementales d'un produit et l'inciter à se tourner vers les moins énergivores.
Depuis le 1er mars 2021, une nouvelle étiquette remplace l'ancienne sur cinq groupes d'appareil, :
- lave-vaisselle ;
- lave-linge et lave-linge séchant ;
- réfrigérateurs/congélateurs ;
- ampoules ;
- téléviseurs et écrans.

Les performances de ces appareils s'étant grandement améliorées, les anciennes étiquettes étaient devenues désuètes.

## Contexte juridique
À la suite de la directive 92/75/CEE du Conseil du 22 septembre 1992, la plupart des appareils électroménagers, les ampoules électriques doivent avoir une étiquette-énergie.
Les modalités par type d'appareil sont décrites dans un ensemble de directives de la Commission :
- Réfrigérateurs, congélateurs et appareils combinés: 94/2/CE, 2003/66/CE,
- Lave-linge, sèche-linge et appareils combinés : 95/12/CE, 95/13/CE, 96/60/CE, 96/89/CE,
- Lave-vaisselle domestiques : 97/17/CE, 1999/9/CE,
- Fours domestiques : 2002/40/CE.
- Climatiseurs domestiques : 2002/31/CE,
- Ampoules électriques : 98/11/CE.

Dans le cadre de la directive EUP (Energy Using Products), la Commission Européenne a décidé la mise en place à partir de 2011 d'une nouvelle étiquette énergie. Celle-ci sera commune aux 27 pays de l'Union Européenne, plus lisible grâce à l'utilisation de logos facilement identifiables et introduisant les classes A+, A++ et A+++.
L'article 9, paragraphes 1 et 2, de la directive 2010/30/UE9 sur l’étiquetage énergétique devait être modifié par une future directive (en projet).

## Histoire
En 2021 apparaît l'utilisation de code QR.

### Révision
Prévue de 2019 à 2030, une simplification de l'étiquette-énergie doit supprimer les catégories supérieures à A (A+, A++ et A+++). En effet, pour les réfrigérateurs par exemple, les appareils classés de A à G ne peuvent déjà plus être vendus ; le consommateur est donc induit en erreur vis à vis des performances énergétiques d'un réfrigérateur A+. Les exigences seront désormais rendues plus sévères dès que 30 % des appareils vendus seront classés A ou que 50 % seront classés A ou B.
Tous les nouveaux appareils sur le marché seront enregistrés dans une base de données en ligne, afin d'améliorer la transparence et faciliter la surveillance par les pays. Car, selon la Commission européenne, de 10 à 25 % des produits mis sur le marché ne seraient pas conformes aux exigences d’étiquetage énergétique en raison de contrôles insuffisants.
Depuis mars 2021, les sept classes énergétiques vont à nouveau de A à G. L’échelle colorée reste identique. Dans ce nouveau classement, la classe A est la plus performante et la classe G la plus énergivore.

## Appareils électroménagers

### Étiquette

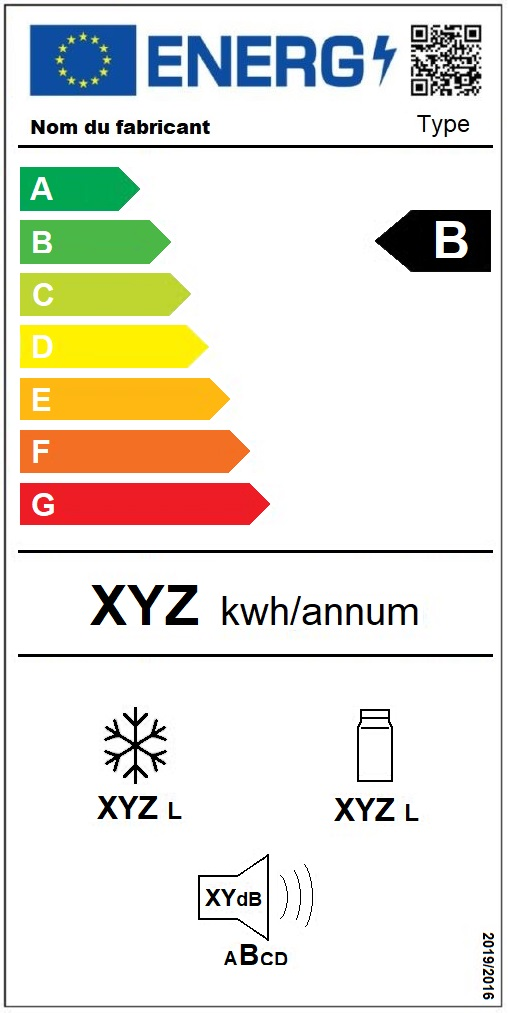
Nouvelle étiquette réfrigérateurs.

Les étiquettes-énergie comprennent au moins quatre parties :
- Les références de l'appareil : dans cette partie figurent les références précises de l'appareil, du modèle et du fabricant.
- La classe énergétique : un code couleur associé à une lettre (de A++ à G) qui donne une idée de la consommation d'énergie d'un appareil électroménager.
- Consommation, efficacité, capacité, etc : cette partie regroupe diverses informations suivant le type d'appareil.
- Le bruit : le bruit émis par l'appareil est inscrit en décibels.

### Réfrigérateurs, congélateurs et appareils combinés
Depuis le 1er septembre 2021, chaque étiquette de réfrigérateur, comprenant les petits réfrigérateurs installés sous les plans de travail, les réfrigérateurs classiques une porte, les réfrigérateurs combinés deux portes et les réfrigérateurs grand volume dit frigo américain, comporte les informations suivantes :
1. L'inclusion d'un code QR;
2. le nom du fabricant;
3. la référence du modèle;
4. la catégorie d’efficacité énergétique (de A à G);
5. la consommation électrique en kWh/annum (par an);
6. le volume du compartiment congélateur, en litres;
7. le volume du compartiment réfrigérateur, en litres;
8. Les émissions de bruit en décibels et la classe de bruit, de A à D;
9. Dans le coin en bas à droite, le numéro de série du règlement.

Il n'y a pas d'équivalence directe entre la consommation électrique et la catégorie d’efficacité énergétique, celle-ci dépendant aussi du type de réfrigérateur (un petit réfrigérateur peu performant consommera moins qu'un frigo american efficace).

### Lave-linge
Depuis le 1er septembre 2021, chaque étiquette de lave-vaiselle comporte les informations suivantes :
1. L'inclusion d'un code QR;
2. le nom du fabricant;
3. la référence du modèle;
4. la catégorie d’efficacité énergétique (de A à G);
5. la consommation électrique du programme Éco 40-60 pour 100 cycles en kWh;
6. la capacité maximum en kg;
7. la durée du programme Éco 40-60 à la capacité maximum, en heures et minutes;
8. la consommation d'eau par cycle du programme Éco 40-60, en litres;
9. la performance de l'essorage (de A à G)[7];
10. les émissions du bruit le plus important (en décibels et la classe de bruit, de A à D);
11. dans le coin en bas à droite, le numéro de série du règlement.

### Lave-linge séchant

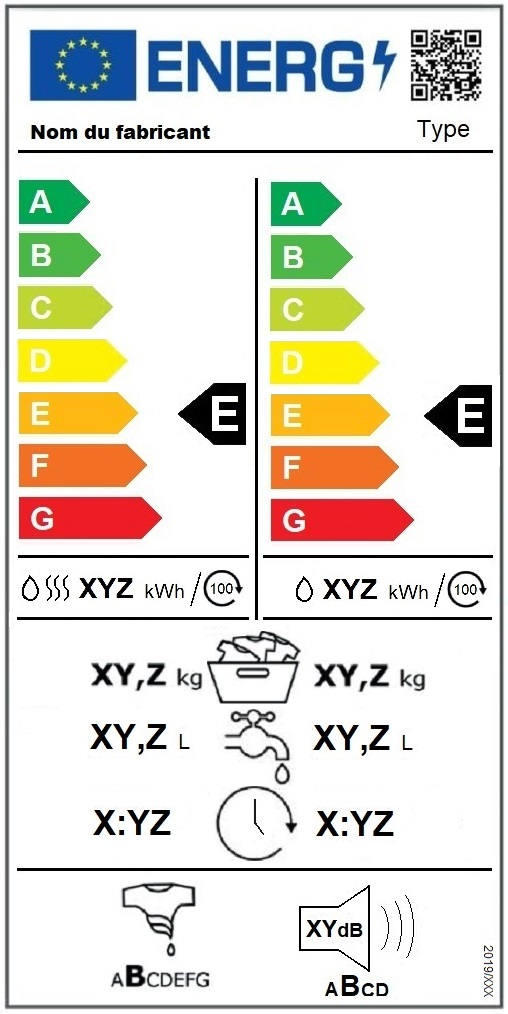
Nouvelle étiquette lave-linge séchant

Depuis le 1er septembre 2021, chaque étiquette de Lave-linge séchant comporte les informations suivantes :
1. L'inclusion d'un code QR;
2. le nom du fabricant;
3. la référence du modèle;
4. (côté gauche) la catégorie d’efficacité énergétique (de A à G) pour un cycle de lavage et séchage;
5. (côté droit) la catégorie d’efficacité énergétique (de A à G) pour un cycle de lavage;
6. (côté gauche) la consommation électrique pour 100 cycles de lavage et séchage en kWh;
7. (côté droit) la consommation électrique pour 100 cycles de lavage en kWh;
8. (côté gauche) la capacité maximum en kg pour un cycle de lavage et séchage;
9. (côté droit) la capacité maximum en kg pour un cycle de lavage;
10. (côté gauche) la consommation d'eau en litres pour un cycle de lavage et séchage;
11. (côté droit) la consommation d'eau en litres pour un cycle de lavage;
12. (côté gauche) la durée du programme à la capacité maximum, en heures et minutes pour un cycle de lavage et séchage;
13. (côté droit) la durée du programme à la capacité maximum, en heures et minutes pour un cycle de lavage;
14. la performance de l'essorage (de A à G);
15. les émissions du bruit le plus important (en décibels et la classe de bruit, de A à D);
16. dans le coin en bas à droite, le numéro de série du règlement.

### Lave-vaisselle

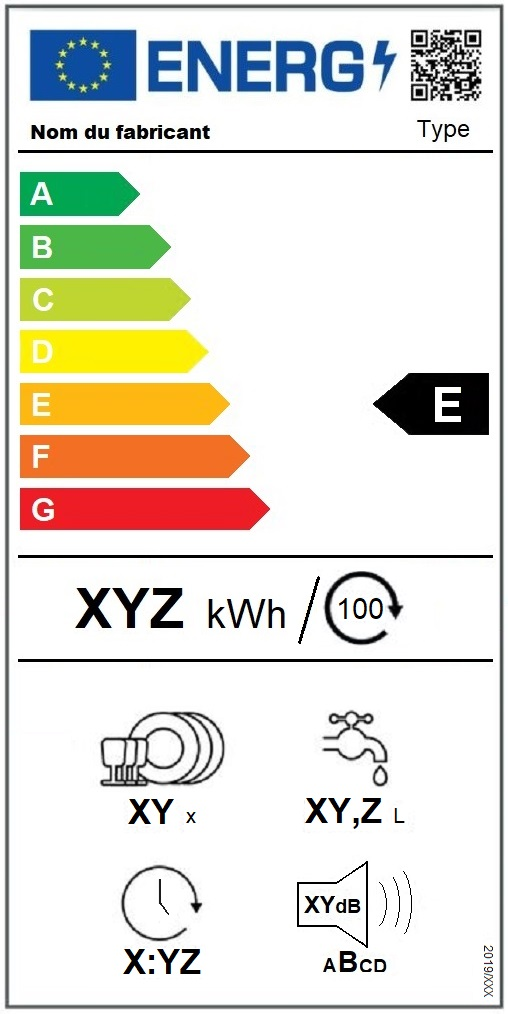
Nouvelle étiquette lave-vaiselle.

Depuis le 1er septembre 2021, chaque étiquette de lave-vaiselle comporte les informations suivantes :
1. L'inclusion d'un code QR;
2. le nom du fabricant;
3. la référence du modèle;
4. la catégorie d’efficacité énergétique (de A à G);
5. la consommation électrique du programme ÉCO pour 100 cycles en kWh;
6. la capacité en nombre de couverts standard du programme ÉCO;
7. la consommation d'eau par cycle du programme ÉCO, en litres;
8. la durée du programme ÉCO, en heures et minutes;
9. Les émissions de bruit en décibels et la classe de bruit, de A à D;
10. Dans le coin en bas à droite, le numéro de série du règlement.

#### Fiabilité des classes de lavage et de séchage
Une étude comparative de laboratoires de tests attribuant les classes d'efficacité aux lave-vaisselles a été effectuée en 2009 afin d'évaluer la répétabilité et la reproductibilité de la dernière version de la norme de test EN 50242, datant de mars 2008. D'après cette étude, les résultats des tests varient entre les laboratoires de la valeur d'une classe pour la consommation d'énergie et de trois classes pour l'efficacité de lavage et celle de séchage.

### Fours électriques
On retrouve sur l'étiquette :
- l'efficacité classée de A à G,
- la consommation d’énergie (four conventionnel) en kWh,
- la consommation d’énergie (four à air pulsé) en kWh,
- le volume de l’appareil en ℓ,
- le type (petit/moyen/grand).

L’efficacité énergétique est ici le rapport entre l'électricité absorbée et la chaleur obtenue. Elle augmente donc quand la valeur du rendement diminue. On peut noter que les échelles d'efficacité glissent en fonction du type de four.
| Type de four          | A     | B     | C     | D     | E     | F     | G     |
| Petits (de 12 à 35 ℓ) | <0,60 | <0,80 | <1,00 | <1,20 | <1,40 | <1,60 | >1,60 |
| Moyens (de 35 à 65 ℓ) | <0,80 | <1,00 | <1,20 | <1,40 | <1,60 | <1,80 | >1,80 |
| Grands (65 ℓ et plus) | <1,00 | <1,20 | <1,40 | <1,60 | <1,80 | <2,00 | >2,00 |

Les classes énergétiques des fours sont définies par l'annexe IV de la Directive 2002/40/CE.

### Téléviseurs et écrans

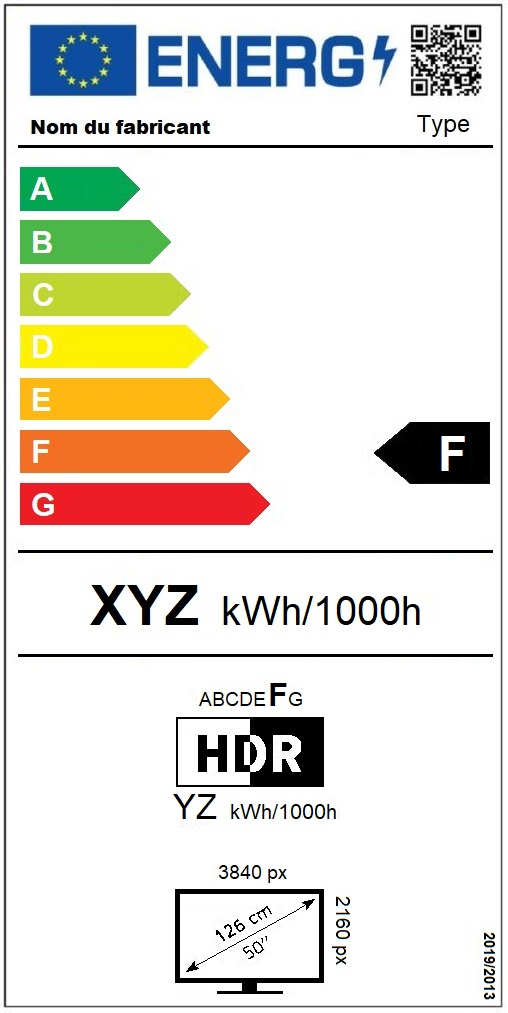
Nouvelle étiquette téléviseurs.

Depuis le 1er septembre 2021, chaque étiquette de téléviseur et écran comporte les informations suivantes :
1. L'inclusion d'un code QR;
2. le nom du fabricant;
3. la référence du modèle;
4. la catégorie d’efficacité énergétique (de A à G);
5. la consommation électrique en kWh/pour 1 000 heures en mode SDR;
6. la consommation électrique en kWh/pour 1 000 heures en mode HDR avec sa catégorie d’efficacité énergétique (de A à G), mais sans les couleurs;
7. Les caractéristiques physiques de l'écran : diagonale en cm et en pouces, résolution verticale et horizontale en pixels.
8. Dans le coin en bas à droite, le numéro de série du règlement.

Il n'y a pas d'équivalence directe entre la consommation électrique et la catégorie d’efficacité énergétique, celle-ci dépendant des dimensions de l'écran (un petit écran peu performant pourra consommer moins qu'un écran de grande taille avec un bon indice).

### Aspirateurs

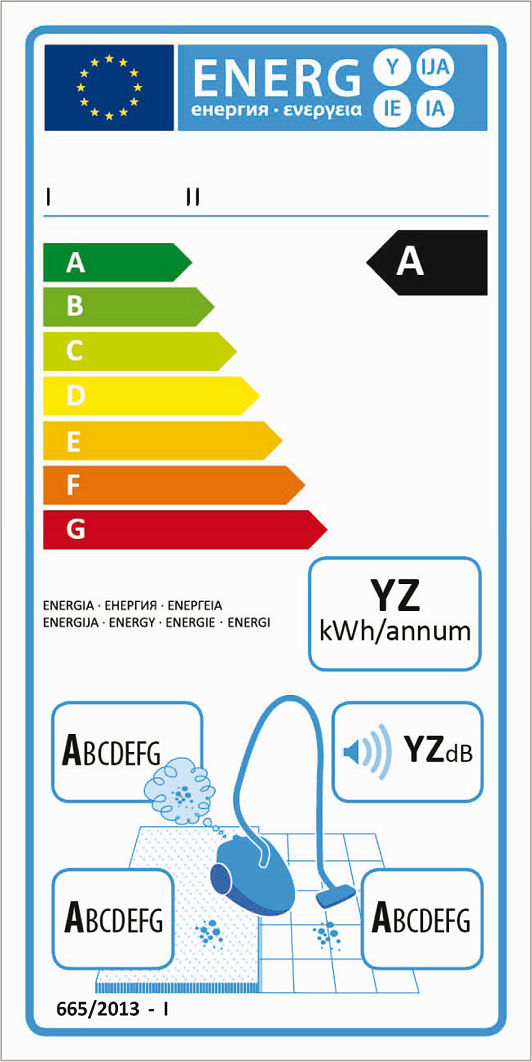
Étiquette-énergie pour les aspirateurs.

On retrouve sur l'étiquette, obligatoire de septembre 2014 à janvier 2019, :
- la classe d’efficacité énergétique de A à G,
- la consommation annuelle moyenne d’énergie en kWh,
- la classe de performance de nettoyage sur tapis,
- la classe de performance de nettoyage sur sols durs,
- la classe d'émission de poussière (particules d'une taille comprise entre 0,3 et 10 μm),
- le niveau de puissance acoustique en dB (mesuré sur du tapis).

Lors de l'introduction en 2014 puis à partir de 2017, les aspirateurs doivent répondre à des critères minimums. Les aspirateurs d'une puissance supérieure à respectivement 1 600 watts puis 900 watts sont notamment interdits.

#### Annulation
À la suite d'une saisie du tribunal de l’Union européenne par Dyson en 2005, celui-ci a annulé le règlement sur l’étiquetage énergétique des aspirateurs. En effet, les aspirateurs étaient notamment testés avec leur sac ou bac vide, ce qui n'était pas représentatif des conditions normales d’utilisation,.
Une révision de l'étiquette-énergie des aspirateurs est prévue entre 2021 et 2025.

## Climatiseurs
L’efficacité énergétique est ici le rapport entre le refroidissement obtenu et l'électricité consommée. Elle croît donc avec la valeur du rendement. On peut noter que les échelles d'efficacité glissent en fonction du type de climatiseur.
| Type de climatiseur         | Type de climatiseur                              | A     | B     | C     | D     | E     | F     | G     |
| Appareils refroidis à l'air | Split / multi-split / split mobiles              | >3,20 | >3,00 | >2,80 | >2,60 | >2,40 | >2,20 | <2,20 |
| Appareils refroidis à l'air | Monoblocs à double conduit (pour fenêtre ou mur) | >3,00 | >2,80 | >2,60 | >2,40 | >2,20 | >2,00 | <2,00 |
| Appareils refroidis à l'air | Monoblocs à simple conduit (mobiles)             | >2,60 | >2,40 | >2,20 | >2,00 | >1,80 | >1,60 | <1,60 |
| Appareils refroidis à l'eau | Split                                            | >3,60 | >3,30 | >3,10 | >2,80 | >2,50 | >2,20 | <2,20 |
| Appareils refroidis à l'eau | Monoblocs                                        | >4,40 | >4,10 | >3,80 | >3,50 | >3,20 | >2,90 | <2,90 |

Pour les climatiseurs en mode chauffage, les valeurs sont alors des coefficients de performance d'harmonisation :
| Type de climatiseur | Type de climatiseur     | A     | B     | C     | D     | E     | F     | G     |
| Appareils à l'air   | Split                   | >3,60 | >3,40 | >3,20 | >2,80 | >2,60 | >2,40 | <2,40 |
| Appareils à l'air   | Monobloc double conduit | >3,40 | >3,20 | >3,00 | >2,60 | >2,40 | >2,20 | <2,20 |
| Appareils à l'air   | Monobloc simple conduit | >3,00 | >2,80 | >2,60 | >2,40 | >2,10 | >1,80 | <1,80 |
| Appareils à l'eau   | Split                   | >4,00 | >3,70 | >3,40 | >3,10 | >2,80 | >2,50 | <2,50 |
| Appareils à l'eau   | Monobloc                | >4,70 | >4,40 | >4,10 | >3,80 | >3,50 | >3,20 | <3,20 |

Sur chaque étiquette on trouve :
- la catégorie d’efficacité énergétique (de A à G),
- la consommation électrique (en kWh),
- la puissance frigorifique (en kW),
- le type de refroidissement (à eau, à air...),
- les indicateurs de chauffe (si l'appareil est pourvu d'une fonction de réchauffement),
- le bruit (facultatif).

Les classes énergétiques des climatiseurs sont définies par l'annexe IV de la Directive 2002/31/CE.

## Lampes électriques domestiques

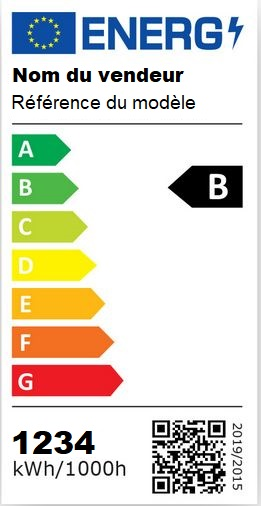
Classes d'efficacité pour des lampes.

Depuis le 1er septembre 2021, chaque étiquette de lampe électrique domestique, comprenant les lampes à bulbe (halogène, fluocompacte, etc.) ou les LED, comporte les informations suivantes  :
1. le nom du vendeur ;
2. la référence du modèle ;
3. la catégorie d’efficacité énergétique (de A à G) ;
4. la consommation électrique de la lampe en kWh pour 1 000 heures ;
5. l'inclusion d'un code QR ;
6. dans le coin en bas à droite, le numéro de série du règlement.

La classe d'efficacité énergétique des sources lumineuses, indiquée dans le second tableau ci-dessous, est calculée en divisant le flux lumineux utile déclaré {\displaystyle {\phi }} (exprimé en lm) par la consommation électrique en mode allumé {\displaystyle {P}} (exprimée en W) et en multipliant par le facteur de l'efficacité totale de l'équipement {\displaystyle F_{TM}}
| Type de source lumineuse                       | {\displaystyle F_{TM}} |
| ---------------------------------------------- | ---------------------- |
| non dirigée fonctionnant sur le secteur        | 1,000                  |
| non dirigée ne fonctionnant pas sur le secteur | 0,926                  |
| dirigée fonctionnant sur le secteur            | 1,176                  |
| dirigée ne fonctionnant pas sur le secteur     | 1,089                  |

, selon la formule suivante :
{\displaystyle \eta _{TM}{\text{ (lm/W)}}={\Big (}{\frac {\phi }{P}}{\Big )}\times F_{TM}}
La catégorie d'efficacité est obtenue à l'aide de cette table à partir du résultat {\displaystyle \eta _{TM}} du calcul ci-dessus :
| A    | B    | C    | D    | E    | F   | G   |
| ≥210 | >185 | >160 | >135 | >110 | >85 | <85 |

Exemple : 500 lm pour 3.5 W
| Type de source lumineuse                       | Calcul            | Résultat | Classe |
| ---------------------------------------------- | ----------------- | -------- | ------ |
| non dirigée fonctionnant sur le secteur        | 500 / 3.5 * 1,000 | 142      | D      |
| non dirigée ne fonctionnant pas sur le secteur | 500 / 3.5 * 0,926 | 132      | E      |
| dirigée fonctionnant sur le secteur            | 500 / 3.5 * 1,176 | 168      | C      |
| dirigée ne fonctionnant pas sur le secteur     | 500 / 3.5 * 1,089 | 155      | D      |

## Voitures

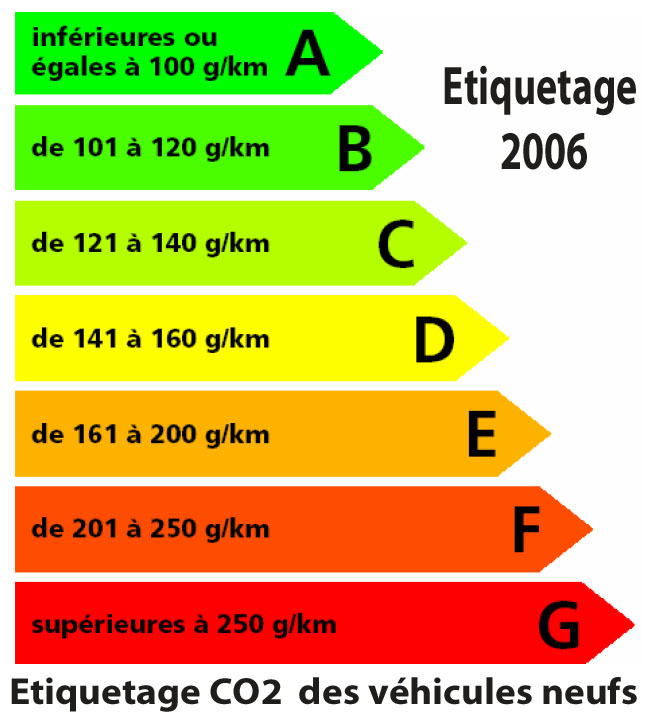
Etiquette opérationnelle en France en 2006, ne traduisant pas l'efficacité énergétique, mais l'émission moyenne de /km parcouru, avec une conduite moyenne

Même étiquette, mais pour l'Irlande (2008), avec une échelle différente (2008)

Pour les voitures, ce n'est plus l’efficacité énergétique qui est indiquée dans l'échelle mais le niveau de rejet de CO2 exprimé en grammes par kilomètre parcouru. L'objectif est d'orienter prioritairement les consommateurs vers les voitures les moins émettrices de gaz à effet de serre et de CO2 en particulier, et de supprimer progressivement, faute de demande, les véhicules les plus émetteurs.
| A    | B    | C    | D    | E    | F    | G    |
| <100 | <120 | <140 | <160 | <200 | <250 | >250 |

Les autres informations répertoriées sur l'étiquette-énergie sont suivant les pays :
- la marque,
- le modèle,
- la version,
- l'énergie,
- le type de transmission,
- le poids,
- les différentes consommations de carburant,
  - la consommation mixte,
  - la consommation urbaine,
  - la consommation extra-urbaine,
- la quantité de CO2 rejeté en g/km.

En France, depuis le 1er juillet 2006, les voitures dont les émissions de CO2 sont supérieures à 200 g/km subissent une taxe additionnelle de 2 €/g jusqu'à 250 g/km sur leur carte grise. Au-delà, le tarif passe à 4 €/g de CO2.
Toujours dans le cadre de la réduction des émissions de gaz à effet de serre, en 2008, un système de bonus/malus écologique a été instauré en France, ce qui lui a permis de s'installer à la 2e place derrière le Portugal avec une moyenne annuelle à 140 g/km de CO2 (resp. 138), s'alignant sur l'objectif d'émissions en Europe, la moyenne européenne s'établissant à 154 g/km de CO2. Un nouvel objectif à 120 g/km de CO2 est visé pour 2012-2015, la cible à long terme étant de 95 g/km de CO2 d'ici 2020.

### Pneus

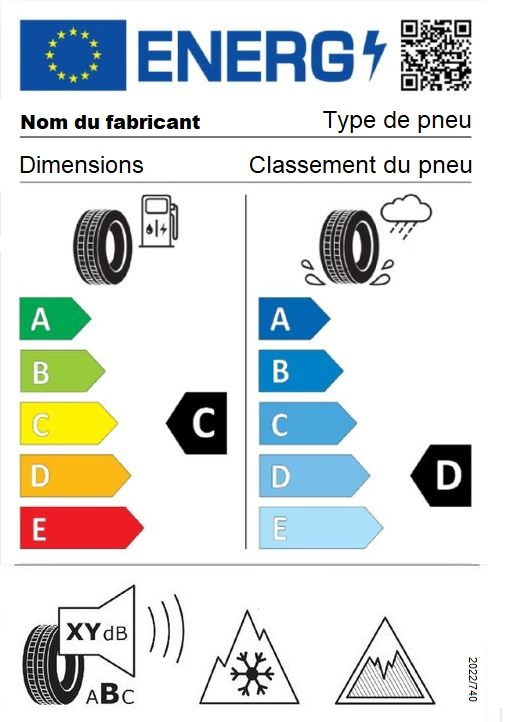
Étiquetage européen des pneumatiques commercialisés après le 1 mai 2021.

La législation européenne impose, depuis le 1er novembre 2012, un étiquetage des pneumatiques des véhicules de tourisme et les utilitaires, à la suite d'une loi votée en novembre 2009.
À partir du 1er mai 2021, une nouvelle étiquette remplace la précédente. Celle-ci comporte :
1. L'inclusion d'un code QR;
2. Le nom du fabricant;
3. Le type de pneu;
4. Les dimensions du pneu, par exemple 195/65R15 91H;
5. Le classement du pneu (C1[21], C2 ou C3) ;
6. La classe d’efficacité en carburant et coefficient de résistance au roulement, sur une échelle de A à E (les lettres F et G ont été supprimées);
7. La classe d’adhérence sur sol mouillé, sur une échelle de A à E (les lettres F et G ont été supprimées);
8. La classe (A, B ou C) et valeur mesurée du bruit de roulement externe en décibels;
9. Optionnellement, si le pneumatique satisfait aux valeurs minimales de l’indice d’adhérence sur la neige, l'étiquette possède le second pictogramme dans le bas de l'exemple;
10. Optionnellement, si le pneumatique satisfait aux valeurs minimales de l’indice d’adhérence sur le verglas, l'étiquette possède le troisième pictogramme dans le bas de l'exemple;
11. Dans le coin en bas à droite, le numéro de série du règlement.